# El Gran Chaparral
El Gran Chaparral és una sèrie de televisió creada per David Dortort (responsable també de "Bonanza"), es va estrenar el 10 de setembre de 1967 a través de la cadena NBC.

## Argument
La sèrie va ser protagonitzada pel veterà actor Leif Erickson com John Cannon, propietari del ranxo anomenat "El Gran Garriga" situat en el desert de Sonora (actual Arizona). Es va desenvolupar en el vell oest nord-americà tractant sobre la vida de dues famílies: els Cannon i els Montoya.
La família Cannon estava composta per John, un fornit i robust ex-oficial de l'Exèrcit de la Unió Nord-americana, ara colon aventurer decidit a lluitar contra la naturalesa i els apatxes per mantenir el seu ranxo a peu (una mica expressat clarament en veure per primera vegada l'extensa propietat: "Aquesta és la meva terra i la domaré"), i la seva refinada dona mexicana Victòria Montoya, filla d'un altre poderós ranxer de la regió anomenat "El Lleó de Sonora", Don Sebastián Montoya. Inicialment l'esposa de John va ser Annalee (Joan Caulfield) que en arribar a l'agrest territori va batejar la propietat com "El Gran Garriga", però poc després va ser morta pels apatxes. Fill de Annalee i John era el sensible i novell Billy Blue, i al costat d'ells hi havia el lleial germà menor de John, Buck Cannon, compromès amb la seva tasca al ranxo (encara que fàcilment es distregui), més entusiasta i impulsiu que el seu germà i l'únic dels Cannon amb gran sentit de l'humor.
El quadre de protagonistes es completava amb el divertit i dissolut Manolo Montoya, comunament anomenat Manolito, germà de Victòria. Aquest últim havia passat a radicar a El Gran Garriga, perquè li disgustava ser tractat com "el fill del patró" al ranxo del seu pare, Don Sebastián Montoya, que va ser interpretat per Frank Silvera durant les primeres temporades de la sèrie, mentre que entre 1970 i 1971 Gilbert Roland va tenir al seu càrrec el paper de Don Diumenge Montoya, germà de Don Sebastià.
També van destacar com a eficaços secundaris el capatàs Sam Butler, els cowboys Joe Butler (germà de l'anterior) i Pedro, així com el lleial majordom Vaquer.
Personatges esporàdics però resaltantes van ser: El cap apatxe Cochise (Nino Cochise, Paul Fix i Michael Keep) que és el líder apatxe principal, el curandero apatxe Nock-Ai-Del (X Brands i George Keymas) qui sol ser neutral i alguna vegada considerat amb els Cannon, el subcap apatxe Soldat (James Almanzar) que és enemic dels Cannon, el mestís pawnee-anglosaxó Vent (Rudy Ramos) qui seria l'últim a unir-se al ranxo dels Cannon com a ajudant, i la buscavides mexicana Perlita (Marie Gómez), "promesa" de Manolito i de molts altres habitants de la regió.
Sovint, els habitants del Gran Garriga entraven en conflicte amb els apatxes o havien de protegir-se contra bandolers, desertors de l'exèrcit, etc. La sèrie es destaca sens dubte per les seves belles localitzacions naturals i també per les seves abundants situacions divertides, en les quals els personatges llueixen amb naturalitat tantes virtuts com defectes.
Una altra de les característiques úniques d'aquesta sèrie és que no es tracta de l'heroi vaquer, indomable, amic de tots i incorruptible que només és lleial a si mateix, sinó que són un grup de persones que funcionen bé entre si i conformen una família reial en aquest fort entorn.

## Protagonistes

### Principals
- John Cannon (Leif Erickson)†
- Buck Cannon (Cameron Mitchell)†
- Victoria Cannon. (Limita Cristall)
- Manolo Montoya (Henry Darrow)
- Billy Blue Cannon (Mark Slade)

### Secondaris
- Don Sebastián Montoya (Frank Silvera)†
- Sam Butler (Don Collier)
- Joe Butler (Robert F. Avui)†
- Pedro (Roberto Contreras)†
- Ren (Ted Markland)†
- Vaquer (Rodolfo Acosta)†
- Ira Bean (Jerry Summers)†

## Final i actualitat
La sèrie va ser cancel·lada després de quatre anys, però s'ha convertit en un clàssic i contínuament és transmesa per la TV oberta i tancada de diferents països, comptant amb apreciable audiència i és reconeguda per múltiples fans de tot el món i en diferents llengües.

## Curiositats
- L'actor Michael Keep va interpretar a cinc caps apatxes diferents: Tobar, Natchez, Cochise, Chiopana i Àguila Vermella. És el que més personatges diferents ha interpretat en la sèrie.
- L'actor X Brands va interpretar en el mateix capítol (cap. 92) a dos apatxes: El cap Tularosa i el vilatà Eenah.
- No existeix als Estats Units un lloc amb el nom de "El Gran Chaparal" (The High Garriga), però al món sí, a Suècia, el "Parc Temàtic del Gran Chaparral" (High Garriga Theme Park), parc inaugurat el 1966 (un any abans que s'estrenés la sèrie de TV) i que té com a tema de fons tot el relacionat al Vell Oest Nord-americà.